# Diposis
Diposis es un género de plantas herbáceas perteneciente a la familia de las apiáceas.Comprende 3 especies descritas y  aceptadas.

## Taxonomía
El género fue descrito por Augustin Pyrame de Candolle y publicado en Collection de mémoires 5: 33. 1829. La especie tipo es: Diposis saniculifolia (Lam.) DC.

## Especies seleccionadas
A continuación se brinda un listado de las especies del género Diposis aceptadas hasta julio de 2012, ordenadas alfabéticamente. Para cada una se indica el nombre binomial seguido del autor, abreviado según las convenciones y usos.
- Diposis bulbocastanum DC.
- Diposis patagonica Skottsb.
- Diposis saniculifolia (Lam.) DC.